# Post og Telerevy 1984
|  | Denne artikel er oprettet af botten Steenthbot ud fra en ekstern database. Den kan derfor have sproglige fejl eller mangler. Denne skabelon kan fjernes efter kontrol af indholdet. |

Post og Telerevy 1984 er en dansk dokumentarfilm fra 1983 instrueret af Frank Paulsen.